# Dean McDermott
Dean McDermott (Toronto, Ontario; 16 de noviembre de 1966) es un actor canadiense más conocido como personalidad de reality shows con su esposa, la actriz Tori Spelling, y como presentador del concurso de cocina Chopped Canada. Interpretó el papel de Constable Renfield Turnbull en la serie de televisión Rumbo al Sur.

## Primeros años
McDermott nació en Toronto, Ontario, Canadá, hijo de David y Doreen McDermott. McDermott tiene tres hermanas, Dale, Dawn y Dana.

## Carrera
McDermott ha actuado en las películas Open Range, Irvine Welsh's Ecstasy y Against the Ropes
McDermott ha aparecido en varias películas para televisión, entre ellas Always and Forever, Santa Baby 2: Christmas Maybe y A Christmas Visitor
McDermott ha tenido una variedad de papeles de invitado y recurrentes en series de televisión, como Earth: Final Conflict, Tracker, 1-800-Missing, NCIS y CSI: Crime Scene Investigation. En 2016 McDermott asumió el papel protagónico, interpretando a Iain Vaughn en Slasher.

### Artes culinarias
McDermott es un chef con formación profesional. En 2013, se convirtió en miembro del Equipo Guy Fieri en la segunda temporada de Rachael vs. Guy: Celebrity Cook-Off de Food Network y fue el ganador, y en enero de 2014, McDermott comenzó a presentar Chopped Canadá en Food Network Canada. McDermott fue anfitrión de Chopped Canada durante dos temporadas, y en marzo de 2015 anunció que dejaría el programa.
McDermott lanzó un libro de cocina The Gourmet Dad, en el que quería hacer que los platos intimidantes fueran más atractivos para los niños.

## Vida personal
La primera esposa de McDermott es la actriz Mary Jo Eustace. Tienen un hijo, Jack Montgomery (nacido el 10 de octubre de 1998). En julio de 2005, McDermott comenzó a grabar la película para televisión Lifetime "Mind Over Murder" en Ottawa, durante la cual conoció a la actriz Tori Spelling, que entonces estaba casada con el escritor y actor Charlie Shanian. Spelling y McDermott comenzaron a engañar a sus cónyuges la noche que se conocieron. Tras su posterior divorcio de Eustace, a McDermott se le concedió la custodia compartida de su hijo Jack, optando por no seguir adelante con la adopción de una niña, Lola, a quien él y Eustace estaban en proceso de adoptar antes de su separación.
McDermott se casó con Tori Spelling el 7 de mayo de 2006 en Fiyi. Spelling y McDermott renovaron sus votos el 8 de mayo de 2010 en Beverly Hills. Spelling y McDermott tienen cinco hijos: tres hijos Liam Aaron (nacido el 13 de marzo de 2007), Finn Davey (nacido el 30 de agosto de 2012) y Beau Dean (nacido el 2 de marzo de 2017) y dos hijas Stella Doreen (nacida el 9 de junio de 2008) y Hattie Margaret (nacida el 10 de octubre de 2011).
El 1 de julio de 2010, McDermott estuvo involucrado en un accidente de motocicleta, su segundo accidente de motocicleta del año. Fue hospitalizado en Los Ángeles con un pulmón perforado y colapsado, los médicos dijeron que esperarían a que se recuperara por completo. McDermott fue dado de alta del hospital el 6 de julio de 2010.
McDermott se convirtió en ciudadano estadounidense en una ceremonia en Los Ángeles el 21 de agosto de 2010.[cita requerida]
En octubre de 2019, McDermott y su exesposa, Mary Jo Eustace, enterraron el hacha cuando ella apareció como invitada en su podcast Daddy Issues.

### Escándalo de trampas y secuelas de 2013
En diciembre de 2013, después de dar la bienvenida a su segundo hijo, Us Weekly dio la noticia de que McDermott le había sido infiel a Spelling. La pareja trabajó después de la aventura en una serie de Lifetime titulada True Tori.
El 23 de enero de 2014, un mes después de la noticia, el publicista de McDermott anunció que McDermott había ingresado en rehabilitación por "algunos problemas personales y de salud".
Si bien el matrimonio de McDermott y Spelling estaba nuevamente en marcha, la pareja volvió a ser noticia en 2016 por deber $39,000 a American Express en facturas de tarjetas de crédito impagadas. La suegra de McDermott, Candy, quien también se llevaba bien con su hija, le dijo a TMZ en ese momento que estaba ayudando económicamente a la familia.
En marzo de 2018, McDermott y Spelling estuvieron en contacto con la policía tres veces en el transcurso de nueve días. El jueves 1 de marzo, McDermott llamó a la policía alrededor de las 7:00 a. m. para decir que Spelling estaba pasando por una especie de colapso mental. Según un portavoz del LAPD, la situación terminó siendo un incidente doméstico y que no se cometió ningún delito. Casi una semana después, el miércoles 7 de marzo, la Oficina del Sheriff del Condado de Ventura se presentó en el consultorio de un médico alrededor de las 9:45 a. m. porque McDermott planteó una preocupación. Llamó a la policía para ver cómo estaba su esposa después de que ella había salido de su casa con uno de sus hijos y él estaba preocupado por su bienestar. Los agentes localizaron a Spelling en el consultorio del médico, hablaron con ella y determinaron que ella y sus hijos estaban bien. Como no se había cometido ningún delito, no se tomaron más medidas. El viernes 9 de marzo, Spelling y McDermott salieron a cenar con sus cinco hijos en el Black Bear Diner en Tarzana. Sin embargo, el LAPD llegó al restaurante y parecía que la pareja estaba teniendo una conversación seria en el interior. La comida se interrumpió cuando escoltaron a la familia por la parte trasera del restaurante. Más tarde se informó que la razón por la que se llamó a la policía al restaurante fue porque los paparazzi no les permitían comer en paz y por la seguridad de Spelling, McDermott y sus hijos, necesitaban una escolta policial desde el restaurante.
En febrero de 2019, la pareja parecía estar más fuerte que nunca. Según Spelling, no tienen problemas de relación como antes.

## Filmografía

### Películas
| Año  | Título                  | Papel                    | Notas           |
| ---- | ----------------------- | ------------------------ | --------------- |
| 1988 | Graveyard Shift II      | Best Boy                 |                 |
| 1990 | Straight Line           | John                     |                 |
| 1991 | Stepping Out            | Young Man at Bar         |                 |
| 1995 | Iron Eagle IV           | Major Miles Pierce       |                 |
| 1998 | Bone Daddy              | Mort Jr.                 |                 |
| 1998 | A Cool, Dry Place       | Sheriff Pritchard        |                 |
| 2001 | Picture Claire          | Attendant at the Station |                 |
| 2003 | Open Range              | Doc Barlow               |                 |
| 2004 | The Skulls 3            | Detective Staynor        | directo a video |
| 2004 | Against the Ropes       | Pete Kallen              |                 |
| 2004 | Touch of Pink           | Alisdair Keith           |                 |
| 2007 | Kiss the Bride          | Plumber                  |                 |
| 2008 | Saving God              | Blaze/John Henry James   |                 |
| 2011 | Irvine Welsh's Ecstasy  | Hugh Thompson            |                 |
| 2017 | Garlic & Gunpowder      | Agent Bean               |                 |
| 2017 | Dead Again in Tombstone | Dr. Goldsworthy          |                 |

### Televisión
| Año  | Título                                   | Papel                                 | Notas                                                                                                 |
| ---- | ---------------------------------------- | ------------------------------------- | --- |
| 1989 | My Secret Identity                       | Roger                                 | (2 episodios) "Photon Blues", "The Video Connection"                                                  |
| 1989 | C.B.C.'s Magic Hour                      | Chris Ryan                            | (2 episodios) "Rookies", "High Country"                                                               |
| 1989 | Friday's Curse                           | Peter                                 | (1 episodio) "Crippled Inside"                                                                        |
| 1991 | Final Judgment                           | Young Marty                           | Película de televisión                                                                                |
| 1991 | Conspiracy of Silence                    | Constable Dutton                      | Miniserie de televisión                                                                               |
| 1992 | Top Cops                                 | Wasco                                 | (1 episodio) "Steve Sessler/Jerry Smith/Terry Blaylock"                                               |
| 1993 | Sweating Bullets                         | Tony                                  | (1 episodio) "Feedback"                                                                               |
| 1993 | Counterstrick                            | Johnny                                | (1 episodio) "Clearcut"                                                                               |
| 1993 | Exploring Ontario's Provincial Parks     | Nick Ward                             | Miniserie de televisión                                                                               |
| 1993 | Street Legal                             | Harris Kepler                         | (1 episodio) "Believe the Children"                                                                   |
| 1994 | Lives of Girls & Women                   | Garet French                          | Película de televisión                                                                                |
| 1994 | Wild C.A.T.s                             | WarBlade                              | Película de televisión                                                                                |
| 1994 | Sodbusters                               | Young Destiny                         | Película de televisión                                                                                |
| 1994 | The Forget-Me-Not Murders                | Agent Alex                            | Papel de voz; (2 episodios) "Cry of the Coda", "Change of Mind"                                       |
| 1995 | Due South                                | Constable Turnbull/Bubba Dean/Laurier | Papel recurrente, 18 episodios/1 episodio "Doctor Longball"/1 episodio "The Man Who Knew Too Little"  |
| 1995 | Nancy Drew                               | Mackerin                              | (1 episodio) "Welcome to the Callisto"                                                                |
| 1995 | Bloodknot                                | Local Boy                             | Película de televisión                                                                                |
| 1995 | Derby                                    | Eric McDowell                         | Película de televisión                                                                                |
| 1996 | Critical Choices                         | Johnny                                | Película de televisión                                                                                |
| 1996 | Jack Reed: Death & Vengeance]            | Vasili                                | Película de televisión                                                                                |
| 1996 | Kung Fu: The Legend Continues            | Sheriff                               | (1 episodio) "Storm Warning"                                                                          |
| 1996 | The Outer Limits                         | Ray Carter                            | (1 episodio) "Vanshing Act"                                                                           |
| 1996 | Ed McBain's 87th Precinct: Ice           | Tim Moore                             | Película de televisión                                                                                |
| 1997 | Joe Torre: Curveballs Along the Way      | David Cone                            | Película de televisión                                                                                |
| 1997 | F/X: The Series                          | Ted Abbott                            | (1 episodio); "Reunion"                                                                               |
| 1998 | Power Play                               | Mark Simpson                          | Papel principal; 26 episodios                                                                         |
| 1998 | The Wall                                 | Captain Alle1n                        | Película de televisión                                                                                |
| 1998 | Evidence of Blood                        | Young Harlan Wade                     | Película de televisión                                                                                |
| 1998 | Blood on Her Hands                       | Detective Steve Nelson                | Película de televisión                                                                                |
| 1998 | Fast Track                               | Papel desconocido                     | (2 episodios) "Change of Heart", "Real Time"                                                          |
| 1998 | La Femme Nikita                          | Sykes                                 | (1 episodio) "New Regime"                                                                             |
| 1999 | Earth: Final Conflict                    | Brenton Michaels/Colonel Liam Kincaid | Papel principal                                                                                       |
| 1999 | Mystic Warriors: Guardians of the Legend | Phoenix                               | Papel de voz; (1 episodio); "Cadmus & Europa"                                                         |
| 1999 | Spenser: Small Vices                     | Tommy Miller                          | Película de televisión                                                                                |
| 1999 | To Love, Honor & Betray                  | Nick                                  | Película de televisión                                                                                |
| 2000 | Deliberate Intent                        | Leasure                               | Película de televisión                                                                                |
| 2000 | Rescue Heroes                            | Sergeant Siren                        | (2 episodios)                                                                                         |
| 2000 | Twice in a Lifetime                      | Albert Weaver                         | (1 episodio); "Even Steven"                                                                           |
| 2001 | Tracker                                  | Detective Vic Bruno                   | Recurrente; (5 episodios) "Tracker (Piloto)", "Cloud Nine", "Trust", "The Beast", "Without a Trace".  |
| 2001 | Stolen Miracle                           | Ron McKinley                          | Película de televisión                                                                                |
| 2001 | Brian's Song                             | Ralph Kurek                           | Película de televisión                                                                                |
| 2001 | Loves Music, Loves to Dance              | Craig Sheridan                        | Película de televisión                                                                                |
| 2001 | Rough Air: Danger on Flight 534          | Grant Blyth                           | Película de televisión                                                                                |
| 2001 | Relic Hunter                             | Dash Palmerston                       | (1 episodio) "Treasure Island"                                                                        |
| 2001 | The Zach Files                           | Park Warden                           | (1 episodio) "What's Eating Zack Greenburg                                                            |
| 2001 | Hysteria - The Def Leppard Story         | Peter Mensch                          | Película de televisión                                                                                |
| 2001 | WW 3                                     | Dr. Watson                            | Película de televisión                                                                                |
| 2001 | What Makes a Family                      | O'Brien                               | Película de televisión                                                                                |
| 2002 | A Christmas Visitor                      | Matthew                               | Película de televisión                                                                                |
| 2002 | Blue Murder                              | Sgt. Jim Weeks                        | (1 episodio) "Spankdaddy"                                                                             |
| 2003 | 1-800-Missing                            | Alan Coyle                            | Principal; 18 episodios                                                                               |
| 2003 | Wall of Secrets                          | Mark Emerson                          | Película de televisión                                                                                |
| 2004 | H20                                      | Clark                                 | Película de televisión                                                                                |
| 2005 | Without a Trace                          | James Costin                          | (1 episodio) "Viuda Negra"                                                                            |
| 2005 | The Closer                               | FBI Agent Stephen Simms               | (1 episodio) "The Big Picture"                                                                        |
| 2005 | NCIS                                     | Lt. Commander Allan Witten            | (1 episodio) "Conspiracy Theory"                                                                      |
| 2005 | Kojak                                    | Detective Dan Riggins                 | (1 episodio) "Pilot"                                                                                  |
| 2005 | Tilt                                     | Martin Shea                           | Principal; 2 episodios                                                                                |
| 2005 | The Tournament                           | Stan Ryckman                          | Recurrente                                                                                            |
| 2006 | Mind Over Murder                         | Max Luckett                           | Película de televisión                                                                                |
| 2007 | Housesitter                              | Philip 'Phil'                         | Película de televisión                                                                                |
| 2007 | Tori & Dean: Home Sweet Hollywood        | Himself                               | Papel principal, productor ejecutivo, productor de campo, productor sénior de historias; 52 episodios |
| 2009 | Head Case                                | Himself                               | Papel de invitado; escritor de material adicional (1 episodio) "The Wedding Ringer"                   |
| 2009 | RuPaul's Drag Race                       | Himself                               | Temporada 1, Episodio 3; Invitado para el desafío principal                                           |
| 2009 | Santa Baby 2                             | Luke Jessup                           | Película de televisión                                                                                |
| 2009 | Always & Forever                         | Michael Foster                        | Película de televisión                                                                                |
| 2010 | Tori & Dean: sTORIbook Weddings          | Himself                               | Papel principal, productor ejecutivo, compositor; 39 episodios                                        |
| 2013 | Rachael vs. Guy: Celebrity Cook-Off      | Himself                               | Papel de invitado; 6 episodios (Chico del equipo)                                                     |
| 2014 | Tori & Dean: Cabin Fever                 | Himself                               | Papel principal; 9 episodios                                                                          |
| 2014 | Chopped Canada                           | Host                                  | Papel principal; 21 episodios                                                                         |
| 2014 | True Tori                                | Himself                               | Papel principal; 15 episodios                                                                         |
| 2015 | Hell's Kitchen                           | Himself                               | Huésped del comedor; (1 episodio) "18 Chefs Compete"                                                  |
| 2016 | Slasher: The Executioner                 | Chief Iain Vaughn                     | Papel principal; 6 episodios                                                                          |
| 2017 | Slasher: Guilty Party                    | Alan Hayes                            | Papel recurrente                                                                                      |
| 2018 | The Last Sharknado: It's About Time      | Gilly                                 | Película de televisión                                                                                |
| 2019 | Slasher: Solstice                        | Dan Olensky                           | Papel recurrente                                                                                      |
| 2019 | Badland Wives                            | Major Fromm                           | Película de televisión                                                                                |